# Казарян Сурен Мовсесович
Сурен Мовсесович Казарян — радянський боксер, чемпіон і призер чемпіонатів СРСР, чемпіон літньої Спартакіади народів СРСР 1971 року, Учасник чемпіонату Європи 1971 року народження, майстер спорту СРСР міжнародного класу. Суддя міжнародної категорії. У 1994-2014 роках директор школи боксу імені Володимира Єнгібаряна в Єревані. Член Виконкому Федерації боксу Вірменії. Заслужений працівник фізичної культури і спорту.

## Спортивні результати
- Чемпіонат СРСР з боксу 1970 року — ;
- Чемпіонат СРСР з боксу 1971 року — ;
- Бокс на літній Спартакіаді народів СРСР 1971 року — ;
- Чемпіонат СРСР з боксу 1972 року — ;
- Бокс на літній Спартакіаді народів СРСР 1975 року — ;